# Långviks badhotell
Långviks badhotell eller Långvik Congress Wellness Hotel är ett badhotell i Kyrkslätt i det finländska landskapet Nyland. Det finns 27 möteslokaler, restaurang, bad, spa, motionscenter och gästhamn i Långvik.

## Historia
Hotellbyggnaden uppfördes år 1976 för banken Kansallis-Osake-Pankkis skolningscenter. Byggnaden ritades av arkitekten Kaarlo Artturi Pinomaa.
Fram till år 2015 drevs hotellverksamheten av Roman Rotenberg, medlem i den ryska oligarkfamiljen med samma efternamn. Familjen hade investerat 20 miljoner euro i hotellet som öppnades år 2010. Roman Rotenberg och Marta Berzkalna vigdes i Långvik badhotell år 2010. Teemu Selänne och Roman Rotenberg planerade att öppna en motionshall vid Långvik som skulle användas som Selännes ishockeyakademi.
Rosenbergs namn togs med på USA:s sanktionslista när Ryssland annekterade Krimhalvön i Ukraina år 2014. På grund av sanktioner sålde Rosenberg hotellverksamheten till det finländska företaget Ryokan Oy för en euro.[källa behövs] Aktiedelägare till Ryokan Oy var bland andra Auvo Niiniketo och Jussi Salonoja. Hotellfastigheten kvarstod dock i Rosenbergs ägo via företaget Tanskarlan Centrum.
Företagen Långvik Capital och Tanskarland Centrum raderades från handelsregistret år 2020 eftersom företagen inte levererade sina bokslut. År 2022 frös Utsökningsverket Långvik Capitals aktier. I slutet av juni 2023 fastställde Helsingfors tingsrätt frysningen av Rotenbergfamiljens tillgångar i Finland och kallade fastighetsförsäljningen av hotellet för en skenrättslig transaktion i syfte att undgå sanktioner. I augusti 2023 lämnade Ryokan Oy in en konkursansökan till Västra Nylands tingsrätt. Bland annat Rysslands krig mot Ukraina hade lett till ett betydande bortfall av gäster skrev Ryokan Oy i ett uttalande.